# Phrudocentra flaccida
Phrudocentra flaccida är en fjärilsart som beskrevs av W. Warren 1909. Phrudocentra flaccida ingår i släktet Phrudocentra och familjen mätare. Inga underarter finns listade i Catalogue of Life.